# ایویند آلنیس
ایویند آلنیس (زاده ۲۹ آوریل ۱۸۷۲ – درگذشته ۲۴ دسامبر ۱۹۳۲) آهنگساز، پیانیست، نوازنده ارگ و مدیر گروه کر نروژی بود.

## زندگی شخصی
آلنیس در فردریکستاد به عنوان فرزند مدیر مدرسه یوهانس یورگن لوریتس آلنیس (۱۸۳۵-۱۹۱۶) و الیز مارتین هانسن (۱۸۵۱-۱۹۳۱) به دنیا آمد. او در سال ۱۹۰۳ با امیلی تورن (۱۸۸۲-۱۹۷۶) ازدواج کرد. او پدر نویسنده لیز بورسوم و پدربزرگ رمان نویس فین آلنیس و هنرمند بنته بورسوم است.
در سال ۱۸۸۸ در مدرسه موسیقی و ارگانیست در اسلو آموخت. ارگ را نزد پیتر براینی لیندمن و همچنین هارمونی، کنترپوان و آهنگسازی را نزد ایور هولتر آموخت. در آوریل ۱۸۹۲، پس از پایان تحصیلات آلنیس در اسلو، او در لایپزیگ نزد کارل راینکه و پس از نمایش اولین سمفونی خود در سال ۱۸۹۶، در برلین با جولیوس روتارد به تحصیل پرداخت.
او در سال ۱۹۳۲ درگذشت و در گورستان غربی در اسلو به خاک سپرده شد.